# 佐久間象山
佐久間 象山（さくま しょうざん / ぞうざん）は、江戸時代後期の松代藩士、兵学者・朱子学者・思想家。通称は修理（しゅり）、諱は国忠（くにただ）、のちに啓（ひらき）、字は子迪（してき）、後に子明（しめい）と称した。位階は贈正四位（1889年）。象山神社の祭神。象山神社の隣が生家で、長野県の史跡に指定されている。松代三山の一人。

## 家系

佐久間象山像（長野）

『真武内伝』を著した竹内軌定によると佐久間家の祖は戦国時代の北信濃葛尾城主で武田信玄を2度にわたって破った名将として名高い村上義清に8,000石で仕えた佐久間大学という。大学の孫である与左衛門国政の時に松代藩の連枝（分家）である上野沼田藩3万石の藩主である真田信政の下で馬役を務めて250石を食んだ。その後、信政が真田信之の世継として松代藩を継いだため、国政も松代に移ったが間もなく家は絶えた。しかし岩間二郎左衛門清村の次男である岩間三左衛門国品が名跡を継いで佐久間と称して真田信弘に仕えて100石を食んだ。
この国品が佐久間家中興の祖とされている。
しかし佐久間象山が自ら著した『佐久間氏略譜』によると家系は桓武平氏であり、桓武天皇の曾孫である高望王の末裔に佐久間家村がいた（安房国佐久間荘に居住したことから佐久間を姓にしたという）。家村には子がなく同族の和田朝盛を養子に迎えた。その朝盛から13代目の孫が佐久間盛次であり、その盛次の長男が尾張国の戦国大名として有名な織田信長に仕えた盛政である。盛次の4男で盛政の実弟である勝之は信濃長沼藩で1万3,000石を領したが罪を得て改易された。この勝之の家臣に岩間又兵衛清重という400石取りがいて勇気も才能もあったので勝之の兄である安政の娘婿になった。しかし清重には男子がなかったため、鶴田清右衛門の子の与作を養子に迎え、その孫が前述した佐久間国品にあたるという。だが国品に男子がなかったため、林覚左衛門の子の幾弥を婿養子に迎えた。だが、その子の岩之進が夭折したため佐久間家は改易された。しかし松代藩は国品の長年の功績を評価して国品の甥である村上彦九郎の息子である彦兵衛国正を養子にして家名を再興させ5人扶持とした（のちに5両5人扶持）。しかし国正にも子がなく、松代藩士であった長谷川千助善員の次男である佐久間一学国善を養子にして家督を継がせた。この国善が佐久間象山の実父である。
このように『真武内伝』と『佐久間氏略譜』では家系やその経歴が大いに異なりどちらを信ずべきかは不明である。佐久間家の菩提所を調査した大平喜間太は国品以前の墓所が一基もないことから国品以前の家系には多くの疑問があり信を置くに足らないとしている。
象山の父・国善の父である長谷川善員は斎藤仁左衛門の次男であり、この斎藤家は越後国の上杉謙信に仕えて「越後の鍾馗」と謳われた斎藤朝信を祖としており、象山の書状によると国善は朝信から数えて6代の孫であり、象山は7代目の孫であると称している。

## 生涯

### 幼少期
文化8年（1811年）2月28日、信濃松代藩士・佐久間一学国善の長男として信濃埴科郡松代字浦町で生まれる。
前述したように佐久間家は5両5人扶持という微禄であったが、父は藩主の側右筆を務め、卜伝流剣術の達人で藩からは重用されていた。母は松代城下の東寺尾村に住む足軽の荒井六兵衛の娘でまんといい、国善の妾に当たる。象山は父が50歳、母が31歳の時に生まれた男児であったが、養子続きの佐久間家では久しぶりの男児だったため国善は大変喜び、将来に大きな期待をかけるつもりで詩経の「東に啓明あり」から選んで幼名を啓之助と名づけたという。
門下生だった久保茂によると、象山は5尺7寸から8寸(約175cm）くらいの長身で筋骨逞しく肉付きも豊かで顔は長く額は広く、二重瞼で眼は少し窪く瞳は大きくて炯炯（けいけい）と輝きあたかも梟の眼のようであったため子供のころはテテツポウ（松代における梟の方言）と渾名された。

### 学者への道、そして 仕官 - 国元での活動
象山の烏帽子親は窪田岩右衛門馬陵恒久という郷里の大先輩で藩儒を務め、象山の才能を高く評価した人物である。
1824年、藩儒の竹内錫命に入門して詩文を学び、1826年、佐藤一斎の門下生であった鎌原桐山に入門して経書を学んだ。また同年、藩士の町田源左衛門正喜に会田流の和算を学び、象山は数学を「詳証術」と称したという。また水練を河野左盛から学んだ。この中で最も象山に影響を与えたのは鎌原桐山だったという。
文政11年（1828年）、家督を継いだ。天保2年（1831年）3月に藩主の真田幸貫の世子である真田幸良の近習・教育係に抜擢された。だが高齢の父に対して孝養ができないとして5月に辞任している。しかし幸貫は象山の性格を癇が強いとしつつも才能は高く評価していた。20歳の時、象山は漢文100篇を作って鎌原桐山に提出すると、桐山ばかりか幸貫からも学業勉励であるとして評価されて銀3枚を下賜されている。
天保3年（1832年）4月11日、藩老に対して不遜な態度があったとして幸貫から閉門を命じられた。これは3月の武芸大会で象山が国善の門弟名簿を藩に提出した所、序列に誤りがあるとして改めるように注意を受けたにもかかわらず、象山は絶対に誤りなしとして自説を曲げなかったため、長者に対して不遜であるとして幸貫の逆鱗に触れたものである。この閉門の間に国善の病が重くなったため、幸貫は8月17日付で象山を赦免した。国善はその5日後に死去している。

### 江戸出府と兵学家の地位確立
天保4年（1833年）11月に江戸に出て、当時の儒学の第一人者・佐藤一斎に詩文・朱子学を学び、山田方谷と共に「佐門の二傑」と称されるに至る。ただ、当時の象山は、西洋に対する認識は芽生えつつあったものの、基本的には「伝統的な知識人」であった。天保10年（1839年）には江戸の神田於玉ヶ池で私塾「象山書院」を開いているが、ここで象山が教えていたのは儒学だった。
天保13年（1842年）、象山が仕える松代藩主真田幸貫が老中兼任で海防掛に任ぜられると象山は顧問に抜擢され、アヘン戦争 (1840 - 42) での清とイギリスとの混沌した海外情勢を研究することとなり、魏源『海国図志』などを元に『海防八策』を上書、さらにこれを機に蘭学の修得の必要に目覚め、弘化元年（1844年）、オランダ語をはじめ、オランダの自然科学書、医書、兵書などの精通に努めた。これにより主君幸貫から洋学研究の担当者として白羽の矢を立てられ、象山は塾を閉じ江川英龍の下で兵学を学ぶことになる。
江川は象山のことを嫌っていたようである。洋式砲術を使った戦略を短期間で習得することは江川の「伝授」「秘伝」といった旧来の教育方法では支障があった。このため象山は、意を汲んだ同じ高島流の下曽根信敦から文書を借り学習を進めた。象山の教育に対する態度は近代的で、自分が書物から学んだことは、公開を基本とした。象山自身の門弟から「免許皆伝」を求められた時も、その必要がないことを説明した上で断っている。
学問に対する態度は、小林虎三郎へ送った次の文書からも窺うことができる。
しかし真理に忠実であろうとする象山の態度は、当時の体制および規範から見れば誤解を受ける要因ともなった。
象山は大砲の鋳造に成功し西洋砲術家としての名声を轟かすと、蘭学を背景に、ガラスの製造や地震予知器の開発に成功し、さらには牛痘種の導入も企図していたという。嘉永4年（1851年）には、再び江戸に移住して木挽町に「五月塾」を開き、砲術・兵学を教えた。ここに勝海舟、吉田松陰、坂本龍馬ら後の俊才が続々と入門している。
嘉永6年（1853年）にペリーが浦賀に来航した時も、象山は藩の軍議役として浦賀の地を訪れた。この報告は江戸幕府老中阿部正弘に『急務十条』として奏上され、この機に松陰に暗に外国行きを勧めたとされる。嘉永6年6月4日、浦賀に急行し、6月6日まで滞在し、同地で門人の吉田松陰・津田真道らと和戦の得失を論議した。

### 失脚から暗殺

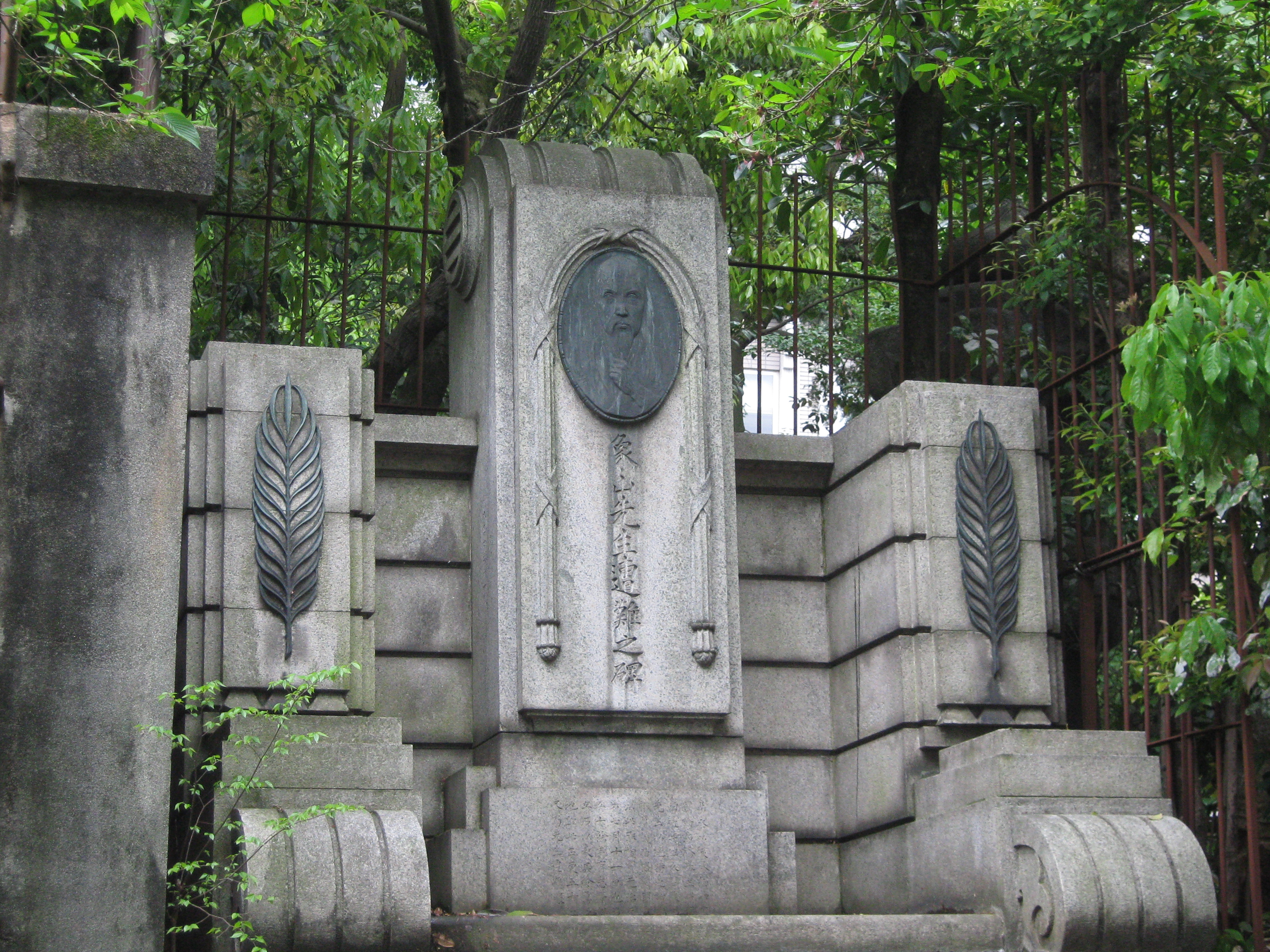
佐久間象山遭難之碑（京都市中京区木屋町御池上ル）

嘉永7年（1854年）、門弟の吉田松陰が再び来航したペリーの艦隊で密航を企て失敗するという事件を起こした。松陰から相談をもちかけられた象山もこの事件に連座し、伝馬町牢屋敷に入獄する羽目となり、さらにその後は文久2年（1862年）まで、松代での蟄居を余儀なくされる。
元治元年（1864年）、象山は一橋慶喜に招かれて上洛し、慶喜に公武合体論と開国論を説いた。しかし当時の京都は尊皇攘夷派の志士の潜伏拠点となっており、「西洋かぶれ」という印象を持たれていた象山には危険な行動であった（しかも京都の街を移動する時に供も連れなかった）。7月11日、三条木屋町で前田伊右衛門、河上彦斎等の手にかかり暗殺される。享年54。
現在、暗殺現場には遭難之碑が建てられている。象山の墓は主君真田家の菩提寺である妙心寺の塔頭・大法院にある。

## 人物・逸話
- 象山は自信過剰なところがあり、それ故に敵が多かった。数々の多大な業績を残したにもかかわらず現在に至るまで彼の評価が低いのもその性格に由来するところが大きいともいわれる。しかし当時の日本において象山は紛れもない洋学の第一人者だった。彼を暗殺した河上彦斎は後に象山の事歴を知って愕然とし、以後暗殺をやめてしまったという。さらに彼の門弟には前述の松陰をはじめ、小林虎三郎や勝海舟、河井継之助、橋本左内、岡見清熙、加藤弘之、山本覚馬、坂本龍馬、北沢正誠など、幕末の日本を担う多くの人材を輩出し、後世に多大な影響を与えたことも事実である。象山が横浜開港を江戸幕府に主張したことにより横浜港が開かれた。後に幕末の志士たちにより江戸幕府が倒され明治の世が到来するきっかけを残した人物である。その他、福沢諭吉が慶應義塾を創設するにあたっても象山の功績の影響があった。

- 勝海舟の妹、順が嘉永5年（1852年）に象山に嫁いだので勝は義兄となったが、傲慢な象山を『氷川清話』の中では、あまり高く評価していない。「あれはあれだけの男で、ずいぶん軽はずみの、ちょこちょこした男だったが、時勢に駆られて」云々とけなしている。だが、象山暗殺の報を聞いたときは「蓋世の英雄」と評価し「この後、吾また誰にか談ぜむ。国家の為、痛憤胸間に満ち、策略皆餅に画ずる。」とその死を悼んでおり、西郷隆盛や山岡鉄舟を「殿」「氏」と付けていたのを、象山だけに「先生」と敬称をつけていた。また自らの号とした、象山揮毫の「海舟書屋」の扁額を掲げ続けたことも事実で、勝の象山に対する評価はひと通りではない。

- 自らを「国家の財産」と自賛しており、坂本龍馬に「僕の血を継いだ子供は必ず大成する。だから僕の子供をたくさん生めるような、大きな尻の女を紹介してほしい」と頼んだこともあるという。しかし、象山の子で唯一成人した啓之助は、父親譲りの傲慢な性格な上に素行が悪く、象山の仇討ちを目的に加入した筈の新選組では傍若無人な振る舞いを繰り返した末に脱走し、その後故郷の松代で取り巻き達と共に新選組の名を騙って乱暴狼藉を働いたために投獄され、見かねた勝の紹介で慶應義塾に入塾するも、そこも女性問題をきっかけに退塾になったり、維新後には裁判官に就くも泥酔して喧嘩沙汰を起こしたために地方に左遷されるなど、大成するどころか行く先々で失態を繰り返しては、伯父である勝をはじめ西郷隆盛などの父の好からなにかと後援してくれた人々に度々迷惑をかける有様であった。

- 和歌や漢詩、書画に長じていた。岸辺成雄著『江戸時代の琴士物語』によれば、七絃琴や一絃琴も好んで奏でていたという[18]。

- 嘉永4年（1851年）に松前藩からの依頼で鋳造した洋式大砲の演習を江戸で行ったが、砲身が爆発して大砲は全壊してしまい、観衆から大笑いされ、立ち会っていた松前藩の役人達からは「鋳造費用が無駄になった」と責め立てられてしまう。しかし象山は「失敗するから成功がある」と述べて平然としており、さらには「今の日本で洋式大砲を製造できるのは僕以外にいないのだから、諸大名はもっと僕に金をかけて（大砲の）稽古をさせるべきだ」と豪語して役人達を呆れさせたという。この事件を笑った落首に、「大玉池 砲を二つに 佐久間修理 この面目を なんと象山」というものがある。「大玉池」は、象山の住む「お玉が池」に「おおたまげ」をかけた洒落である。

## 評価
- 勝海舟

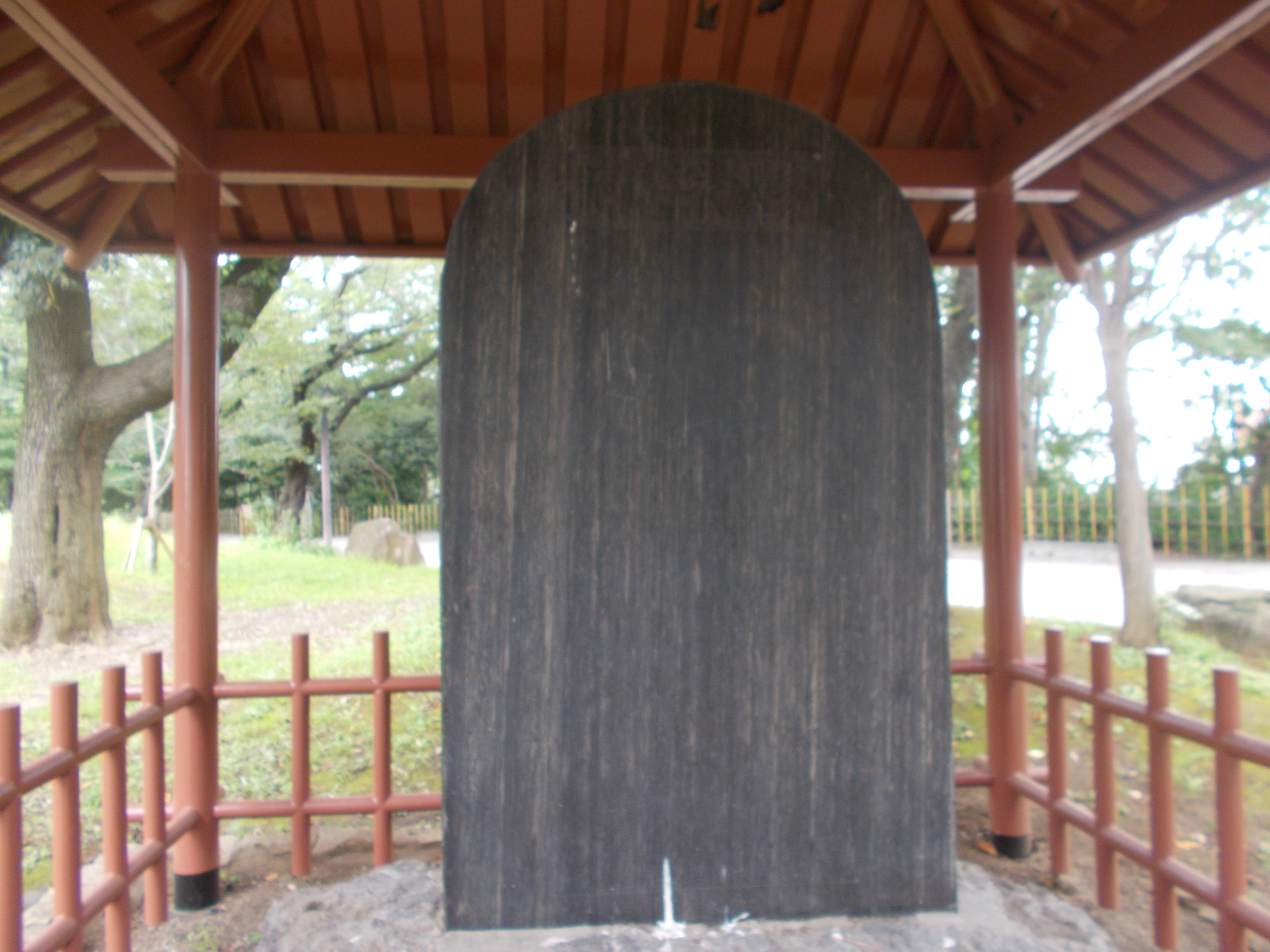
桜の賦の碑（東京都北区の飛鳥山公園）

  - 「佐久間象山は物識りだったよ。学問も博し、見識も多少持っていたよ。しかし、どうも法螺吹きで困るよ。あんな男を実際の局に当らしめたらどうだろうか・・・。何とも保障ができない。顔つきからして既に一種奇妙なのに、平生緞子の羽織に古代模様の袴をはいて、如何にもおれは天下の師だというように、厳然と構えこんで、元来覇気の強いおとこだから、漢学者が来ると洋学を以て威しつけ、洋学者が来ると漢学を以て威しつけ、一寸書生が尋ねてきても、直きに叱り飛ばすという風でどうも始末にいけなかったよ」[19]
  - 「あれだけの男で、随分軽率のチョコチョコした男だったが、時勢に駆られたからでもあろう」[20]
- 高杉晋作 「あれは一個の法螺吹きだ」[21]
- 伊藤博文 「佐久間の見識と東湖の見識とは大いに違う。佐久間は卓見家と云って宜い。学力は佐久間の方が深い。東湖も中々人物で、能く心を用いて景山公を補佐して、その功績は著しいものじゃ」[22]
- 石黒忠悳 「先生は総髪にして、美しき鬚長く、色白くして、眼は四方白にて面長なり。年五十二なれど、打見には四十七八と見ゆ。白の下着の上に、丸に二ッ引の黒紋付の小袖を重ね、紫色の被布の如きものをその上に着し、短刀をその傍らに置き、身辺、書籍短銃、もしくは文具等雑然たり」[23]

## 名の読み方に関して
象山の号は松代にある黄檗宗寺院・象山恵明禅寺にちなんだとされる。
明治以降、その呼称については、一般に「しょうざん」、地元・長野県では「ぞうざん」と呼ばれていた。長野県県歌「信濃の国」でも、地域の偉人「ぞうざん・さくま」先生として歌いこまれている。
このため信濃教育会が読み方を統一したいとして昭和9年（1934年）に『増訂象山全集』（5巻）を出版するにあたって「ぞうざん」と決定し、当時の文部省にもこのまま届け出てしまった。
だがこれは地域の俗説を重視した誤りであり識者を納得せしめるものではなかったという。
象山は生前どう呼ばれていたのか未だに定まっていないが、当時も今と同じように「しょうざん」とも「ぞうざん」とも呼ばれていたとされる。
- 南宋の時代、朱子と同時代を生きた儒学者に陸象山という人物がいた。字を子静といい、江西省の象山で私塾を開いたことから象山先生と言われた人物で象山がそのまま号となり、名として通ってしまった人物である。あるとき佐久間象山に、この陸象山を欽慕して名乗っているのかと問うものがあったが、佐久間は陸を傑出した人物と認めつつもその学問には自らが納得できない点があるので真似ているのではない。自分の家の西南に巨陵が奮起しており、その山容が恰も臥象に彷彿たるものがあるので、土地の人々はこれを象山と呼んでおり、自分もこれを号として用いた、としている。宮本仲は、その山の名は「ぞうざん」と呼ばれていたから「ぞうざん」とするのが正しいとした。しかし大平喜間太は、山の名前は号の由来を示しており、呼称を示すものではない。陸象山「りくしょうざん」から号を取ったのかと質問されたことを、「しょうざん」と読む根拠としている[25]。
- 象山晩年の門弟である久保茂（平甫）は90歳前後の高齢で没したが、生前に大平喜間太と会って「あなたは郷土史家であるから真実を後世に伝えてほしい。実は、今どきの松代人の殆どが象山先生の雅号を「ぞうざん」などという間違った呼び方をしておって誠に困ったものである。先生自身は常に「しょうざん」と申しておられ、決して「ぞうざん」などとは言われなかった。従って我々門弟は皆「しょうざん」先生、または象翁（しょうおう）と呼んでいた。この点をはっきり後世に伝えて貰いたい」と「ぞうざん」説の誤りを指摘したという[26]。
- 大平喜間太の友人で宮下幹という真田氏の家従をした人物は、佐久間象山がローマ字で「SSS」と署名したと述べている（ぞうざんならZの文字が入るはずである）。このため、「しょうざん」の読みが正しいとしている[27]。
- 象山が松前藩から大砲の鋳造を依頼され、試射で砲身が破裂したことがある。このときの当時の落首が残っている。
  - 松前に ことわりくうて手付金 今更なんと しょうざん（象山）のざま
  - 大砲を うちそこなってべそをかき 後のしまつを なんとしょうざん（象山）
- 象山は私塾「象山書院」を開きそこで大槻磐渓と交流があった。その子で国語辞典『大言海』の著者・大槻文彦が子供のころ、「しょうざん」先生と呼んでいたと証言している。
- 『宝島』を書いたスティーヴンソンは、元長州藩士の正木退蔵から取材した吉田松陰の短い伝記も書いておりその師象山について”Sakuma-Shozan”と書いている[注 5]｡
- 本誓寺に伝わる象山が弘化2年（1845年）3月7日に奉納したペン書きの文書の中で、象山は反切を用いて「若しそれ、後の人我名を呼ぶなば、まさに知るべし。象は所蔵の反にして、山は参なりと」と自身の名の読み方を説明している。「象は所蔵の反」とは、反切上字（所sho）の頭子音shと反切下字（蔵zou）の頭子音以外ouを組み合わせて音shouを表している。名前の呼び方を象山自身が態々書き残すという事実は「しょうざん」以外の呼び方、「ぞうざん」と呼ぶ人が少なからずあったと推察される。